# Позняк, Александр Сергеевич
Александр Сергеевич Позняк (17 апреля 1944, Самохваловичи, Минская область) — советский футболист, защитник, советский и белорусский футбольный тренер.

## Биография
В детстве занимался футболом, лёгкой атлетикой, лыжным спортом, но на любительском уровне. В спортивные команды попал только в 23-летнем возрасте, после службы в армии, когда начал выступать за минский «Спутник» в соревнованиях КФК. Затем некоторое время играл за команду из Мурманской области, а в 1971 году по приглашению партнёра по «Спутнику» Леонида Ероховца, возглавившего жодинское «Торпедо», перешёл в эту команду. За «Торпедо» выступал до конца игровой карьеры.
Окончил Минский институт физкультуры.
В 1977 году стал главным тренером «Торпедо» и возглавлял команду следующие 15 лет, в первое время был играющим тренером. В качестве игрока и тренера стал двукратным чемпионом Белорусской ССР, серебряным и бронзовым призёром чемпионата, 5-кратным обладателем Кубка республики. После распада СССР жодинский клуб был включён в высшую лигу Белоруссии и Позняк в течение сезона тренировал команду в высшей лиге, в дебютном сезоне клуб занял 13-е место среди 16 участников.
Среди его воспитанников — Михаил Хлус, Сергей Ермоленко, Вадим Бразовский, Виктор Сычик, Марат Березяка, Владимир Геворкян, Максим Песецкий.
С 1992 года перешёл на административную работу — директором клуба, начальником команды, специалистом по лицензированию. Продолжает работать в клубе в 75-летнем возрасте.

## Личная жизнь
Старший в семье из пяти детей. Брат Фёдор (род. 1956) тоже был футболистом, много лет играл за жодинское «Торпедо» в первенстве КФК, а в сезоне 1992/93 провёл 2 матча в высшей лиге Белоруссии.
Был женат, в середине 2000-х годов овдовел. Двое сыновей.